# Лажечников Іван Іванович
Іва́н Іва́нович Лаже́чников (рос. Иван Иванович Лажечников; 1792—1869) — російський письменник і драматург, один із засновників російського історичного роману.

## Життєпис
Народився в Коломні, в багатій купецькій родині. Здобув домашню освіту.
З початком французько-російської війни 1812 року втік з дому й вступив до російської імператорської армії. Брав участь у європейських походах російської армії 1813—1814 років, які згодом відобразив у «Похідних записках російського офіцера» (1817). У 1819 році вийшов у відставку.
Розпочав службу у Міністерстві народної просвіти, протягом 1821—1837 років обіймав посаду директора Пензенської гимназії і народних училищ. На цій посаді він сприяв відкриттю Чембарського повітового училища, де у 1823 році познайомився з Віссаріоном Бєлінським. З роками це знайомство переросло у міцну дружбу.
З 1842 року обіймав посади віце-губернатора у Твері та Вітебську, у 1856—1858 роках служив цензором Петербурзького цензорного комітету.

## Літературна діяльність
Свій перший історичний роман з життя Петра I «Останній Новик» Іван Лажечников опублікував у 1831—1833 роках. Твір приніс авторові відомість і визнання. Віссаріон Бєлінський написав про нього: «…
твір, ознаменований печаткою високого таланту».
Найвищим досягненням Лажечникова, як романіста, став історичний роман «Крижаний дім» (1835). Роман мав гучний успіх і зміцнив літературну репутацію автора. Цього разу Лажечников звернувся до складного періоду російської історії: останнього року володарювання імператриці Анни Іванівни. Ознайомившись з романом, Олександр Пушкін у своєму листі до Лажечникова писав: «… Поезія залишиться завжди поезією, і багато сторінок вашого роману будуть жити, доки не забудеться російська мова».
Натхненний успіхом «Крижаного дому», Іван Лажечников протягом наступних трьох років створює останній із завершених ним історичних романів — «Бусурман» (1838). Тут автор повертається у XV століття, сувору переломну епоху, коли московський князь Іван III силою і хитрощами загарбує удільні князівства у своєму бажанні створення могутньої держави. Проте роман не мав гучного успіху у читача.
Опісля цього Іван Лажечников випробовує свої сили у драматургії, пише низку трагедій та комедій. Серед цих творів найбільш відомою є віршована трагедія «Опричник» (1843). Затримана цензурою, вона побачила світ лише у 1859 році, а згодом стала основою для лібрето однойменної опери Петра Чайковського.
У двох останніх своїх романах — «Небагато років тому» (1862) і «Онучка панцирного боярина» (1868) Іван Лажечников відійшов від історичної тематики і звернувся до сучасності.